# Iemand als jij
Chansons représentant la Belgique au Concours Eurovision de la chanson
Nous, on veut des violons
(1992) La voix est libre
(1995)
Singles de Barbara Dex
Een land
(1992) Speel niet
(1993)
Iemand als jij (« Quelqu'un comme toi ») est une chanson écrite par Marc Dex, composée par Marc Vliegen et interprétée par la chanteuse Barbara Dex, parue sur son premier album Iemand et sortie en single en 1993. 
C'est la chanson représentant la Belgique au Concours Eurovision de la chanson 1993.

## Adaptations
Barbara Dex a enregistré la chanson, incluant le néerlandais, en quatre langues : en allemand sous le titre So lieb wie dich (« Aussi gentil que toi »), en anglais : Somebody Like You (« Quelqu'un comme toi ») et en français sous le titre Je n'ai jamais aimé quelqu'un comme toi, ce dernier étant la face B du 45 tours et inclus dans le CD single en tant que deuxième titre.

## À l'Eurovision

### Sélection
La chanson Iemand als jij interprétée par Barbara Dex est sélectionnée le 6 mars 1993 par le radiodiffuseur flamand BRTN, lors de la finale de l'émission Eurosong 1993, pour représenter la Belgique au Concours Eurovision de la chanson 1993 le 15 mai à Millstreet, en Irlande.

### À Millstreet
Elle est intégralement interprétée en néerlandais, l'une des langues nationales de la Belgique, comme l'impose la règle de 1977 à 1998. L'orchestre est dirigé par Bert Candries.
Iemand als jij est la septième chanson interprétée lors de la soirée, suivant Elláda, chóra tou fotós (Ελλάδα, χώρα του φωτός) de Katerina Garbi pour la Grèce et précédant This Time (en) de William Mangion (en) pour Malte.
À la fin du vote, Iemand als jij obtient 3 points et termine 25e et dernière,.

## Liste des titres
| A. | Iemand als jij                          | Marc Vliegen, Tobana                                                             | 2:59 |
| B. | Je n'ai jamais aimé quelqu'un comme toi | Marc Vliegen, Tobana, P. Constant, Alain Paulus, Jean-Paul Smets, Michel Kilesse | 2:59 |

## Classements

### Classements hebdomadaires
| Classement (1993)                      | Meilleure position |
| -------------------------------------- | ------------------ |
| Belgique (Flandre Ultratop 50 Singles) | 19                 |
| Belgique (Flandre Vlaamse top 10)      | 2                  |

## Historique de sortie
| Pays      | Date | Format               | Label    |
| --------- | ---- | -------------------- | -------- |
| Belgique, | 1993 | 45 tours • CD single | Columbia |